# Подковчатый полоз
Подковчатый полоз (лат. Hemorrhois hippocrepis) — вид змей из семейства ужеобразных.

## Описание
Общая длина достигает 1,5—1,75 м. Голова закруглённая, туловище стройное, немного цилиндрическое, хвост намного короче, чем туловище. Имеет рельефный рисунок из крупных тёмно-коричневых или чёрных пятен вдоль спины. По бокам располагается ряд более мелких тёмных пятен. Присутствует подковообразное пятно наверху голов. Брюшная сторона оранжевого или розового цвета, особенно яркая у молодых особей.

## Образ жизни
Населяет сухие, каменистые места. Активен днём, питается ящерицами, птицами и грызунами.

## Размножение
Это яйцекладущая змея. Самка откладывает до 15 яиц.

## Распространение
Обитает в Португалии, южной Испании, на севере Марокко, Алжира, в Тунисе, на острове Сардиния.

## Подвиды
- Hemorrhois hippocrepis hippocrepis (Linnaeus, 1758)
- Hemorrhois hippocrepis nigrescens (Cattaneo, 1985)[2]